# Disocactus
Disocactus é um género de cactos epífitos da tribo Hylocereeae. É formado por plantas nativas da América Central, Caraíbas e Norte da América do Sul. Não deve ser confundido com Discocactus, que se trata se outro género. Trata-se de um género aceite pelo sistema de classificação filogenética Angiosperm Phylogeny Website.
As espécies de Disocactus crescem em regiões tropicais, em árvores (como epífitos) ou em rochas (como litófitos). Possuem dois tipos distintos de hábitos. Espécies como D. phyllanthoides possuem caules que são redondos na base mas que depois se tornam achatados, semelhantes a folhas. Outras espécies, como D. flagelliformis possuem caules sempre redondos ao longo de todo o seu comprimento.
Muitas das plantas cultivadas conhecidas com híbridos de Epiphyllum, são derivadas de cruzamentos entre espécies de Disocactus (ao invés de Epiphyllum) e outros géneros da tribo Hylocereeae.

## Sinónimos
As fronteiras do género na tribo Hylocereeae tem sido objecto de mudanças consideráveis e de incertezas, o que é reflectido no número de nomes que têm sido usados para Disocactus:
- Aporocactus Lem. – de que Aporocereus Fric & Kreuz. é uma variante ortográfica
- Bonifazia Standl. & Steyerm.
- Chiapasia Britton & Rose
- Heliocereus (A.Berger) Britton & Rose
- Lobeira Alexander
- Nopalxochia Britton & Rose
- Pseudonopalxochia Backeb.
- Wittia K.Schum.
- Wittiocactus Rauschert

Pseudorhipsalis é por vezes incluído em Disocactus, apesar de ser mantido separado pelo  International Cactaceae Systematics Group.